# Zegar obrazowy

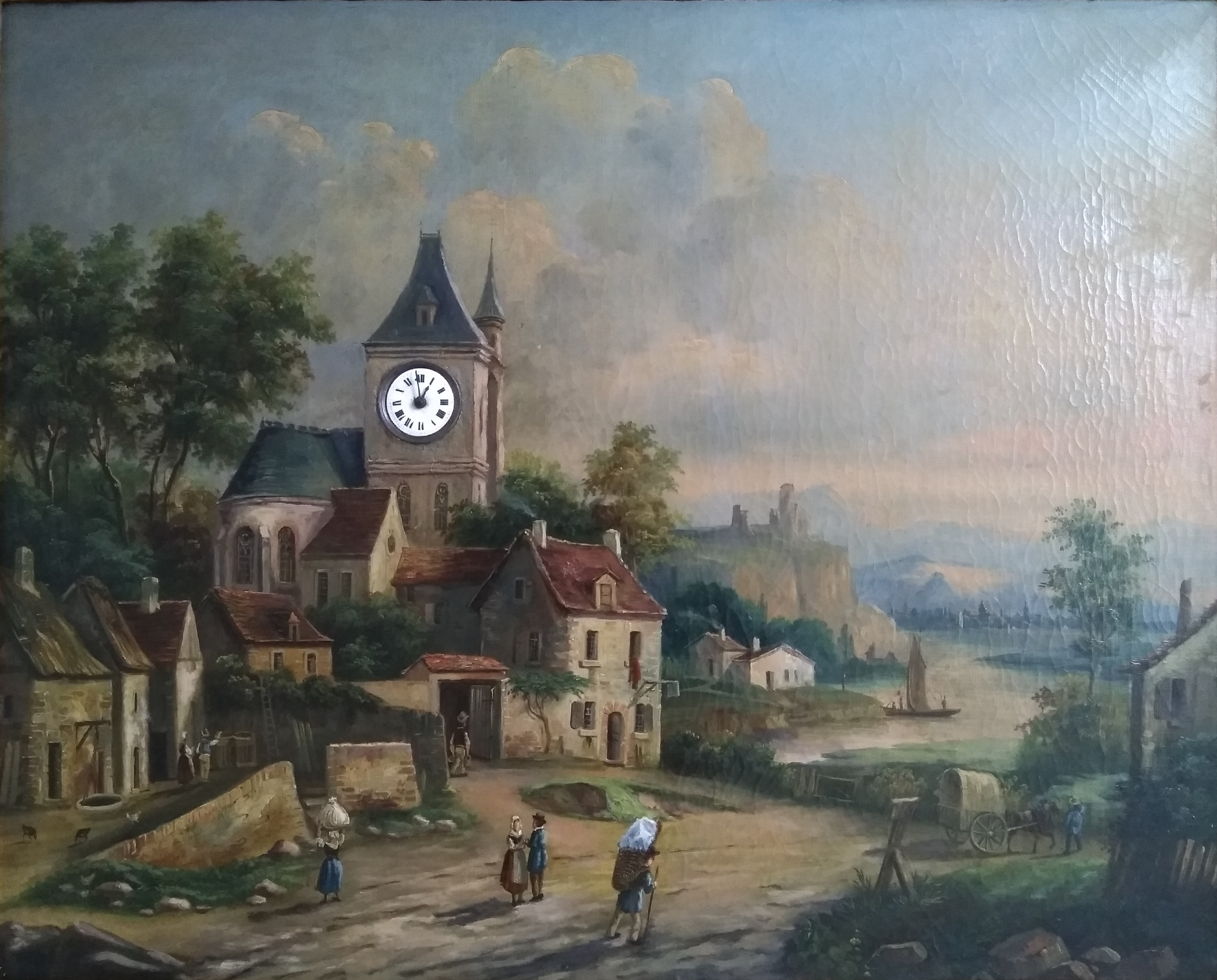
Droga przez wieś anonimowego malarza z zegarem obrazowym

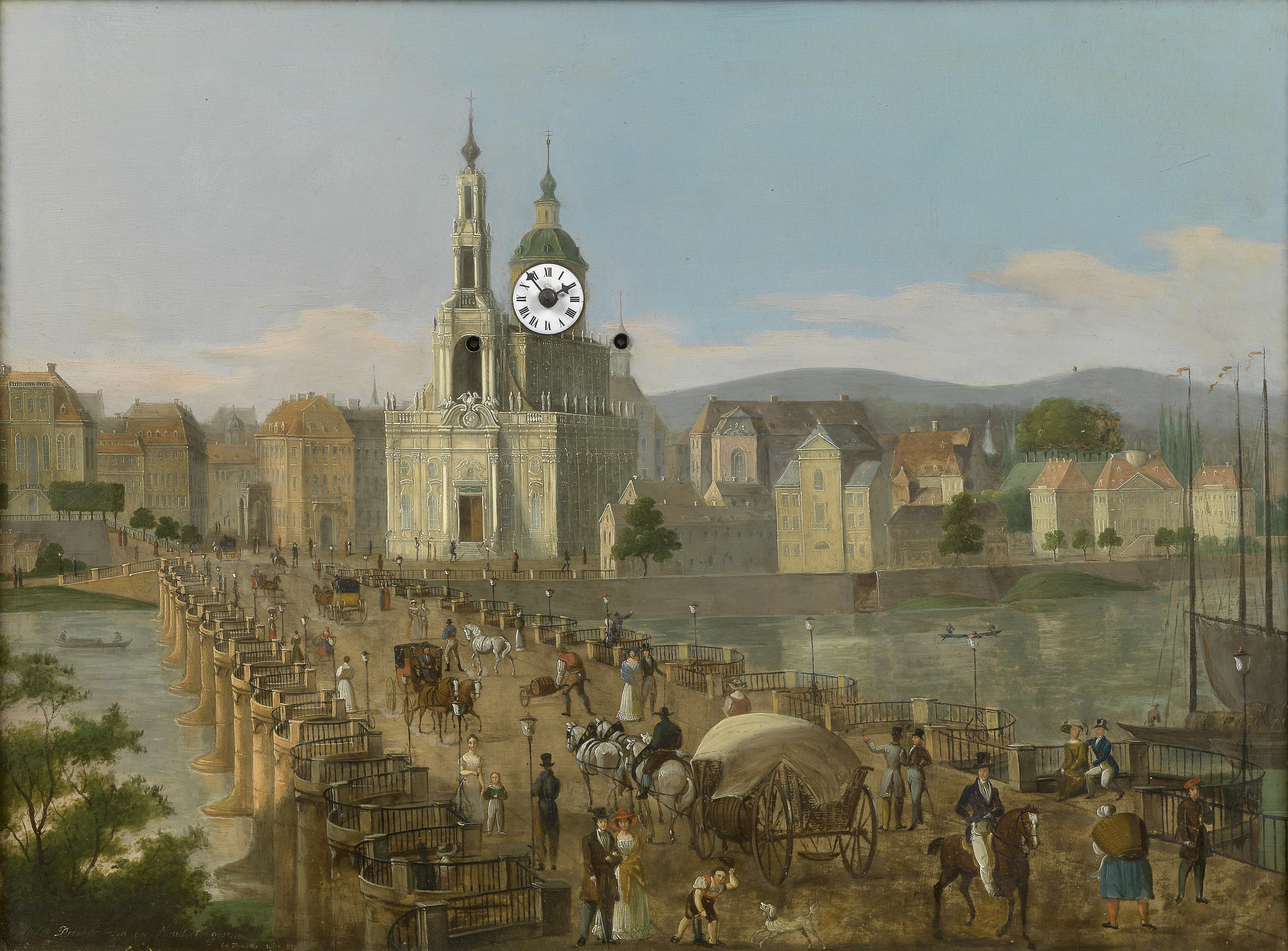
Katedra Świętej Trójcy w Dreźnie z zegarem obrazowym autorstwa Carla Ludwiga Hofmeistera

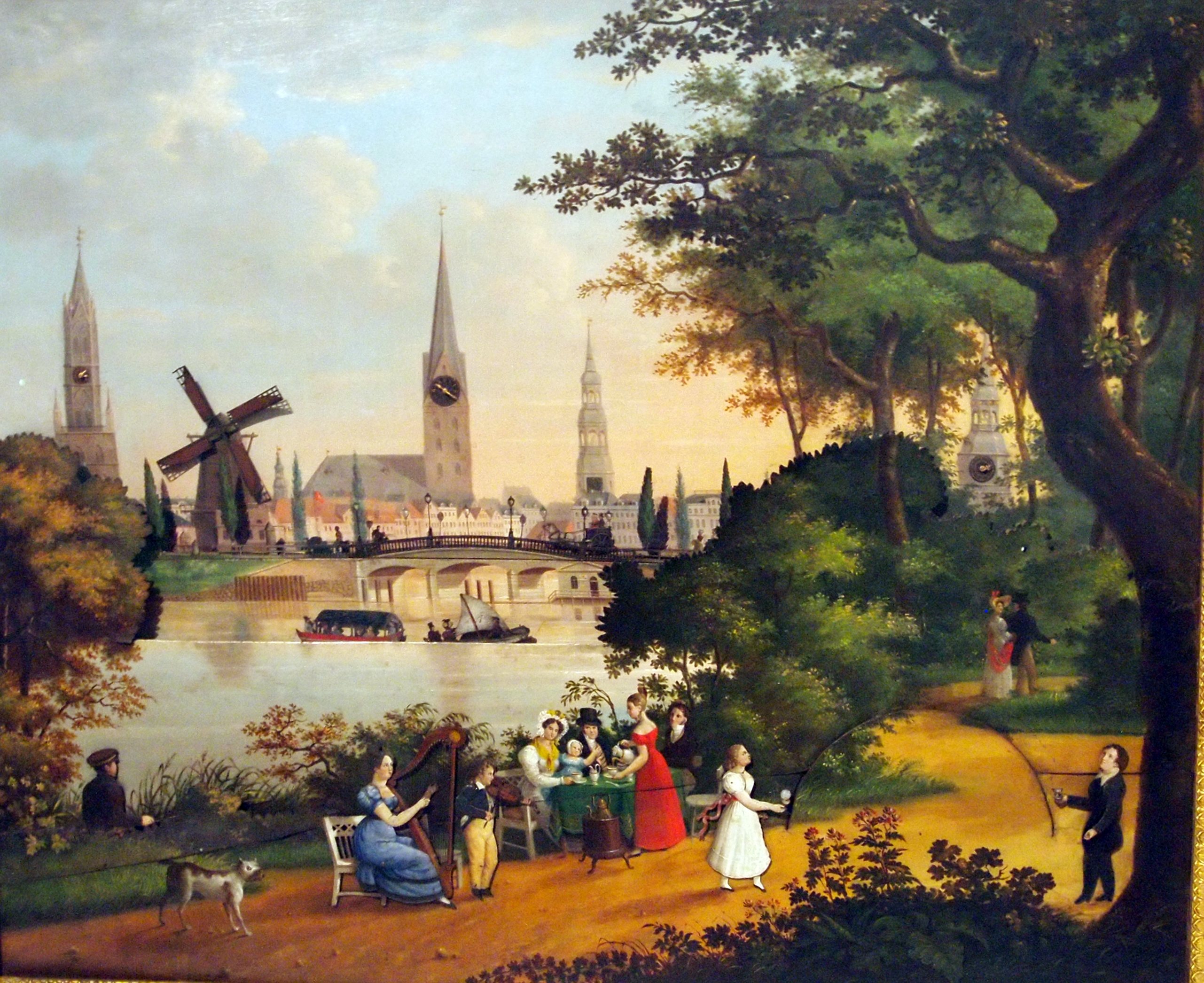
„Ruchomy” zegar obrazowy z panoramą Hamburga nad rzeką Alster anonimowego malarza

Zegar obrazowy – obrazy z działającym i dzwoniącym zegarem tworzone głównie w Austrii, Belgii, Francji i Szwajcarii w pierwszej połowie XIX wieku. Pod koniec XIX wieku produkowano również dużą liczbę zegarów obrazowych wytwarzanych przemysłowo, w których zamiast ręcznie malowanego obrazu stosowano oleodruk.

## Opis
Zegar obrazowy przedstawia najczęściej weduty miejskie i sceny wiejskie z tarczą wbudowaną w wieżę należącą do autentycznego, działającego zegara w faktycznie istniejącej lokalizacji lub czysto fantazyjnym krajobrazie. Ponieważ malarzom często zależało na jak najdokładniejszym odwzorowaniu budynku, zegary obrazowe są czasem także cennym źródłem wiedzy na temat wcześniejszego wyglądu budynków, które współcześnie zostały zmodyfikowane lub zniszczone. Rzadko zdarzają się zegary obrazowe, na których przedstawia się wnętrze, a zegar jest elementem wyposażenia pokoju; czasami jest to również portret znanej osoby przebywającej w przedstawionym pomieszczeniu. Nawet przy dobrze pomalowanych zegarach obrazowych tarcza jest zwykle nieproporcjonalnie duża, gdyż cyferblat musiał być czytelny. Aby móc zintegrować funkcję zegara, budynki czasami musiały być wyposażone w tarczę na obrazie, która w rzeczywistości nigdy nie miała zegara – lub dodawano cały budynek, który działał jako podparcie dla zegara; to ostatnie jest często spotykane na obrazach, na których ukazano w dużej mierze niezagospodarowany krajobraz.
Obrazy zegarowe malowano na płótnie, ale także na drewnie lub blasze. W niemieckich i austriackich zegarach obrazowych tarcza jest zwykle częścią obrazu, w zegarach francuskich tarcza jest często emaliowana i przymocowana do mechanizmu; obraz ma wtedy okrągły przekrój, w którym widoczna jest tarcza. Dzięki takiej konstrukcji obraz można zwykle otworzyć, dzięki czemu mechanizm jest łatwo dostępny. Jednak ta różnica w konstrukcji nie zawsze jest pewnym znakiem pochodzenia zegara obrazowego, ponieważ mechanizmy były również sprzedawane pojedynczo, eksportowane i instalowane gdzie indziej, zwłaszcza od początku ich produkcji. Czasami starsze mechanizmy zegarków kieszonkowych używano do zegarów obrazowych. Mechanizmy sprężynowe były często nawijane od przodu przez odpowiednie otwory na obrazie. Istnieją również zegary nawijane z boku lub za pomocą sznurków, dzięki czemu można uniknąć dziur w przedstawieniu graficznym. Niektóre obrazy zawierały również mechanizmy podłączone do mechanizmu zegarowego i uruchamiane w określonym czasie, albo były uruchamiane osobno. W przypadku niektórych zegarów obrazowych przedstawiających konkretny kościół, mechanizm dzwonienia lub działania imituje rzeczywiste dzwonienie.
Absolutną rzadkością są zegary obrazowe, w których elementy obrazu wprawiane są w ruch w trakcie bicia zegara. W Hamburgu zachował się zegar obrazowy z panoramą miasta nad rzeką Alster, w którym na pierwszym planie nie tylko ludzie z kawiarni, ale także łodzie, powozy przejeżdżające przez most, przechodnie i wiatrak, napędzane przez skomplikowany mechanizm, są w ruchu.